# Terpénoïde

Structure chimique d'un terpénoïde, l'iridoïde.

Les terpénoïdes, parfois appelés isoprénoïdes, forment une classe large et diverse de composés organiques rencontrés dans la nature, similaires aux terpènes, dérivant d'unités isopréniques à cinq atomes de carbone assemblées et modifiées de milliers de façons. Les terpènes sont des hydrocarbures basiques, tandis que les terpénoïdes contiennent des groupes fonctionnels supplémentaires.
La plupart de ces composés ont des structures multicycliques qui différent les unes des autres non seulement par les groupes fonctionnels, mais aussi par la structure basique de leurs squelettes hydrocarbonés. Ces lipides peuvent être trouvés dans toutes les classes de créatures vivantes, et constituent le plus large groupe de produits naturels.
Les terpénoïdes de plantes sont beaucoup utilisés en raison de leurs qualités aromatiques. Ils jouent un rôle dans les remèdes en herboristerie traditionnelle et font l'objet de recherche pour découvrir des effets antibactériens, antinéoplasiques ou autres effets pharmaceutiques.
Les terpénoïdes contribuent au parfum de l'eucalyptus, au goût de la cannelle, du clou de girofle et du gingembre et aux couleurs jaunes des fleurs. Parmi les terpénoïdes connus, on peut citer le citral, le menthol, le camphre et les cannabinoïdes trouvés dans la plante de Cannabis.
Les stéroïdes et les stérols chez les animaux sont produits biologiquement à partir de précurseurs terpénoïdes. La liaison de protéines à des terpénoïdes a pour effet d'augmenter leur attachement à la membrane cellulaire ; cette modification post-traductionnelle s'appelle l'« isoprénylation ».

## Structure et classification
Les terpènes sont des hydrocarbures résultant de la combinaison de plusieurs unités isopréniques. Les terpénoïdes peuvent être considérés comme des terpènes modifiés, avec des groupes méthyle ajoutés ou enlevés, ou des atomes d'oxygène ajoutés (certains auteurs utilisent le terme « terpène » de façon plus large, en y incluant les terpénoïdes). Tout comme les terpènes, les terpénoïdes peuvent être classés selon leur nombre d'unités isopréniques et leur nombre d'atomes de carbone C5n :
- hémiterpénoïdes, 1 unité isoprénique, en C5 ;
- monoterpénoïdes, 2 unités isopréniques, en C10 ;
- sesquiterpénoïdes, 3 unités isopréniques, en C15 ;
- diterpénoïdes, 4 unités isopréniques, en C20 ;
- sesterterpénoïdes, 5 unités isopréniques, en C25 ;
- triterpénoïdes, 6 unités isopréniques, en C30 ;
- tétraterpénoïdes, 8 unités isopréniques, en C40 ;
- polyterpénoïdes avec un nombre plus important d'unités isopréniques.

Les terpénoïdes peuvent également être classés selon le nombre de structures cycliques qu'ils contiennent.

## Biosynthèse
Il existe deux voies métaboliques de biosynthèse des terpénoïdes.

### Voie du mévalonate
Beaucoup d'organismes produisent des terpénoïdes via la voie du mévalonate, dite également voie de l'HMG-CoA réductase, qui conduit également au cholestérol. Les réactions ont lieu dans le cytoplasme. Cette voie a été découverte dans les années 1950.

### Voie du méthylérythritol phosphate (MEP/DOXP)
La voie du méthylérythritol phosphate, dite aussi voie MEP/DOXP (pour 2-C-méthyl-D-érythritol-4-phosphate/1-désoxy-D-xylulose-5-phosphate), également appelée « voie non-mévalonate », se déroule dans les chloroplastes des végétaux, chez les protozoaires apicomplexiens et chez beaucoup de bactéries. Elle a été découverte à la fin des années 1980.
Le pyruvate et le glycéraldéhyde-3-phosphate sont convertis par la DOXP synthase (Dxs) en 1-désoxy-D-xylulose-5-phosphate, et par la DOXP réductase (Dxr, IspC) en 2-C-méthyl-D-érythritol-4-phosphate (MEP). Les trois étapes réactionnelles subséquentes catalysées par la 4-diphosphocytidyl-2-C-méthyl-D-érythritol synthase (YgbP, IspD), la 4-diphosphocytidyl-2-C-méthyl-D-érythritol kinase (YchB, IspE) et la 2-C-méthyl-D-érythritol 2,4-cyclodiphosphate synthase (YgbB, IspF) produisent le 2-C-méthyl-D-érythritol 2,4-cyclopyrophosphate (MEcPP). Finalement, le MEcPP est converti en (E)-4-hydroxy-3-méthyl-but-2-ényl-pyrophosphate (HMB-PP) par la HMB-PP synthase (GcpE, IspG), et le HMB-PP est converti en isopentényl-pyrophosphate (IPP) et en diméthylallyl-pyrophosphate (DMAPP) par la HMB-PP réductase (LytB, IspH).

## Produits finaux
L'IPP et le DMAPP sont les produits finaux dans les deux voies métaboliques, et sont les précurseurs de l'isoprène, des monoterpénoïdes (molécules à 10 atomes de carbone), des diterpénoïdes (20 carbones), des caroténoïdes (40 carbones), des chlorophylles et de la plastoquinone-9 (45 carbones). La synthèse de tous les terpénoïdes de masse molaire plus élevée se passe via la formation de géranyl-pyrophosphate (GPP), de farnésyl-pyrophosphate (FPP), et de géranylgéranyl-pyrophosphate (GGPP).
Bien que les deux chemins métaboliques (MVA et MEP) soient mutuellement exclusifs chez la plupart des organismes, des interactions entre eux ont été mises au jour chez les plantes et chez quelques espèces de bactéries.
| Organisme  | Chemin métabolique |
| ---------- | ------------------ |
| Eubacteria | MVA ou MEP         |
| Archaea    | MVA                |
| Algae      | MEP                |
| Plantae    | MVA et MEP         |
| Animalia   | MVA                |
| Fungi      | MVA                |